# 서울메트로9호선운영
서울메트로9호선운영 주식회사(서울―9號線運營 株式會社)는 서울 지하철 9호선 2~3단계 구간 (언주역 ~ 중앙보훈병원역)의 운영을 담당했던 대한민국의 철도 기업이다. 서울교통공사의 자회사였다. 2018년 11월 28일 서울교통공사에 청산되고, 서울교통공사에서 자산과 고용을 승계하여 서울 지하철 9호선 2~3단계 구간 (언주역 ~ 중앙보훈병원역)의 운영을 맡고 있는 서울교통공사의 사업부(서울교통공사 9호선운영부문)를 설치하였다. 서울9호선운영주식회사와는 이름이 유사하나 전혀 다른 별개의 업체이다.

## 연혁
- 2014년 9월 5일: 서울특별시 도시철도 9호선 2·3단계 구간 관리운영위·수탁 협약체결(서울특별시↔서울메트로)
- 2015년 3월 28일: 서울시 도시철도 9호선 2단계 구간 개통
- 2015년 4월 3일: 서울메트로9호선운영(주) 설립
- 2015년 8월 17일: 도시철도 운송사업 면허 취득
- 2015년 8월 21일: 재위·수위 협약 체결(서울메트로(現 서울교통공사)↔서울메트로9호선운영(주))
- 2016년 2월 25일: 철도안전관리체계 승인
- 2016년 11월 8개편성 증차도입(937~945편성)
- 2017년 4월: 제 2대 용연상 사장 취임
- 2018년 11월 28일: 청산

## 운영 노선
- ● 9호선 2~3단계 구간 (언주 ↔ 중앙보훈병원)
- 전동차
  - 편성수: 8(서울메트로9호선운영: 37~45편성)
- 역수: 13개

## 주요 업무내용
- 서울 지하철 9호선 승무관리 및 2~3단계 구간 역무 관리 및  선로 유지보수운영 업무

## 같이 보기
- 서울시메트로9호선
- 서울9호선운영
- 네오트랜스
- 이레일
- 부산-김해경전철운영